# Limnocythere porphyretica
Limnocythere porphyretica là một loài động vật giáp xác thuộc họ Limnocytheridae.
Đây là loài đặc hữu của Úc.